# Mini Metro
Mini Metro est un jeu de gestion et de simulation de réseaux de transports en commun développé par le studio Dinosaur Polo Club. Il est sorti le 6 novembre 2015 sur Steam et GOG.com pour Windows, OS X et Linux après avoir passé un an en accès anticipé sur Steam, et le 18 octobre 2016 sur Android et IOS.
En 2019 (iOS) et 2021 (Steam), le studio sort un nouveau jeu, basé sur le même concept : Mini Motorways.

## Description

### Aspect
Mini Metro est graphiquement minimaliste. Il se présente sous la forme d'une représentation abstraite d'un réseau de transport en commun, dont les stations sont représentées par des formes géométriques et les lignes ferroviaires par des lignes géométriques. Le résultat est semblable aux cartes que l'on trouve dans les gares, et en particulier des plans du métro de Londres créés par Harry Beck.
Le jeu propose également un mode nuit, dans lequel les couleurs sont inversées, et un mode daltonien.

### Système de jeu
Le but du jeu est de construire un réseau de transport en commun qui transporte efficacement ses usagers vers leurs destinations.
Les stations sont représentées par des figures géométriques (au départ, des cercles, des triangles et des carrés), et les passagers par des figures identiques mais plus petites, qui se trouvent à côté de la station dans laquelle ils se situent. La forme qui représente le passager indique le type de station vers laquelle il souhaite se diriger : ainsi, un petit triangle va vouloir atteindre une station représentée par un grand triangle.
Le joueur a la possibilité de les relier à l'aide de lignes de couleur, semblables à celles que l'on voit sur les vraies cartes de transport en commun. Une fois qu'elles sont établies, un véhicule rectangulaire se met à y faire des aller-retours ; les voyageurs peuvent s'en servir pour atteindre leurs destinations. Elles peuvent être librement détruites ou réorganisées à n'importe quel moment de la partie.
La carte est vide de tout autre élément à l'exception des cours d'eau, qui ne peuvent être franchis qu'à l'aide de tunnels ou de ponts.
Les stations apparaissent aléatoirement sur la carte au fil du jeu, tout comme les passagers dans chaque station. Cela oblige le joueur à constamment réorganiser son réseau, qui devient de plus en plus complexe. Le joueur a la possibilité de mettre en pause le jeu pour pouvoir réfléchir à sa réorganisation.
Chaque semaine dans le jeu, le joueur reçoit une locomotive supplémentaire qu'il peut mettre sur une ligne déjà établie, ainsi qu'un bonus qu'il peut choisir entre plusieurs options : ouvrir une nouvelle ligne (celles-ci sont au départ limitées à trois), ajouter un wagon à une locomotive déjà existante, augmenter la capacité et la vitesse de chargement d'une station, créer de nouveaux tunnels ou ponts, ou avoir accès à une locomotive plus rapide,.
Enfin, lorsque trop d'usagers s'accumulent dans une station, un compteur s'enclenche, au terme duquel la partie se termine si le joueur ne désengorge pas la station à temps. Les parties sont relativement courtes, allant de 10 à 30 minutes.

### Modes de jeu
Le jeu propose 31 cartes différentes, toutes basées sur des villes réelles. Les différences entre les cartes sont la disposition des cours d'eau, qui calque celle de la réalité, et des variantes des règles de base. Les villes disponibles  sont : Londres, Paris, New York, Chicago, Budapest, Berlin, Melbourne, Hong Kong, Barcelone, Osaka, Stockholm, Saint-Pétersbourg, Boston, Montréal, San Francisco, São Paulo, Séoul, Santiago, Washington D.C, Tachkent, Singapour, Le Caire, Istanbul, Shanghai, Guangzhou, Nankin, Chongqing, Mumbai, Addis-Abeba, Lagos et Auckland[pertinence contestée].
Chaque carte peut être jouée dans quatre modes différents :
- le mode normal ;
- le mode sans fin, dans lequel la défaite n'est pas possible ;
- le mode extrême, dans lequel il n'est pas possible de redessiner les lignes[4], ni de retirer des locomotives. L'accès à ce dernier mode est conditionné à la réussite d'un défi propre à chaque carte[5].
- le mode créatif, dans lequel la défaite n'est pas possible, mais il est possible d'y ajouter, retirer à nos souhaits des lignes, locomotives, tunnels, etc.

De plus, chaque jour le joueur a accès à un défi quotidien. Une carte spécifique est proposée à l'ensemble des joueurs qui peuvent y concourir.

### Musique et son
La bande son est créée par  Richard Vreeland Disasterpeace. Il s'agit d'une bande-son adaptative.

## Développement

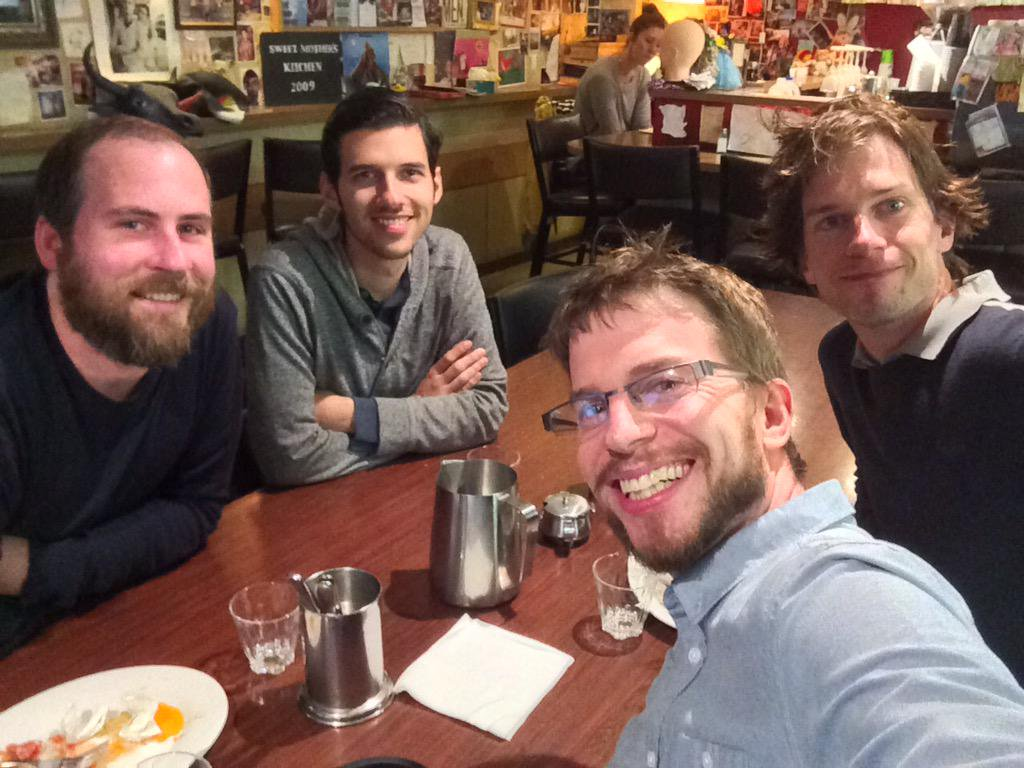
L’équipe de développement.
De gauche à droite : Jamie Churchman, Richard Vreeland (Disasterpeace), Robert et Peter Curry.

Mini Metro est développé par le studio de développement de jeux vidéo indépendant Dinosaur Polo Club, dont les fondateurs sont les jumeaux Robert et Peter Curry.
Le jeu commence par être Mind the Gap, un jeu concourant lors de la compétition Ludum Dare 17 avril 2013. Le thème de cette 26e édition était le minimalisme. Il est ensuite développé pour devenir un jeu complet. Il est en alpha ouverte à partir de septembre 2013, et est soumis en mars 2014 au Steam Greenlight. Il est ensuite accepté en tant que jeu disponible en accès anticipé sur Steam, et sort le 6 novembre 2015 sur Steam et GOG.com pour Windows, OS X et Linux,,. Le 18 octobre 2016, une version mobile éditée par Playdigious sort simultanément sur Android et iOS.
Une version démo est mise en ligne gratuitement sous la forme d'un jeu Flash en mars 2014.

## Accueil

### Critiques
Mini Metro a reçu quelques critiques favorables, dont celles de Jeuxvideo.com, de Gamekult, de Canard PC et de Rock, Paper, Shotgun,,.

### Prix
Encore au stade de prototype, Mini Metro reçoit deux mentions honorables à l'Independent Games Festival 2015 dans les catégories Excellence en Arts visuels et Excellence en design. À l'Independent Games Festival 2016, dans sa version finale, il gagne dans la catégorie Excellence en Son est nommé pour le Grand prix Seumas-McNally ainsi que dans les catégories Excellence en Arts visuels et Excellence en design.

## Galerie

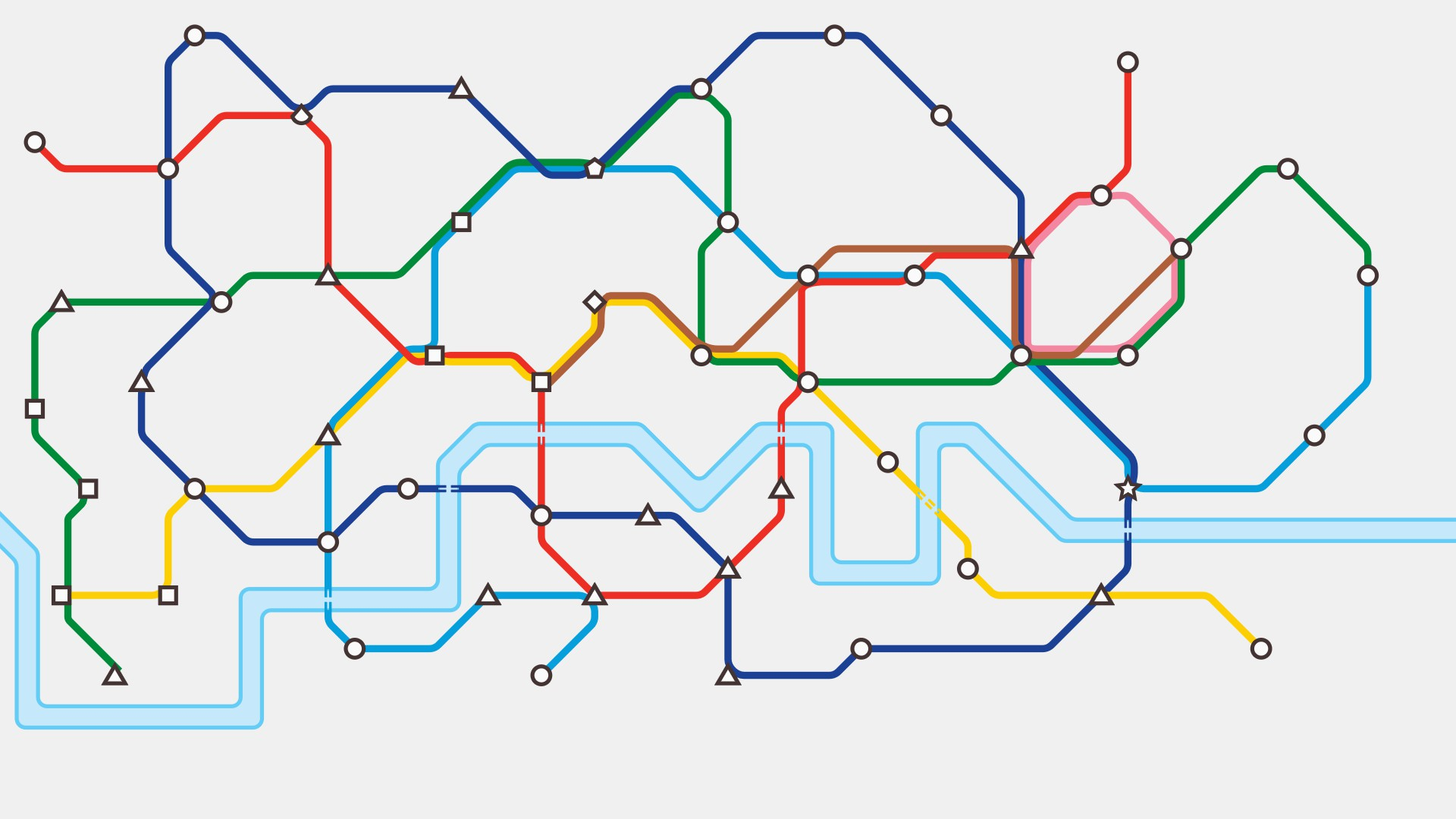
Carte de Londres
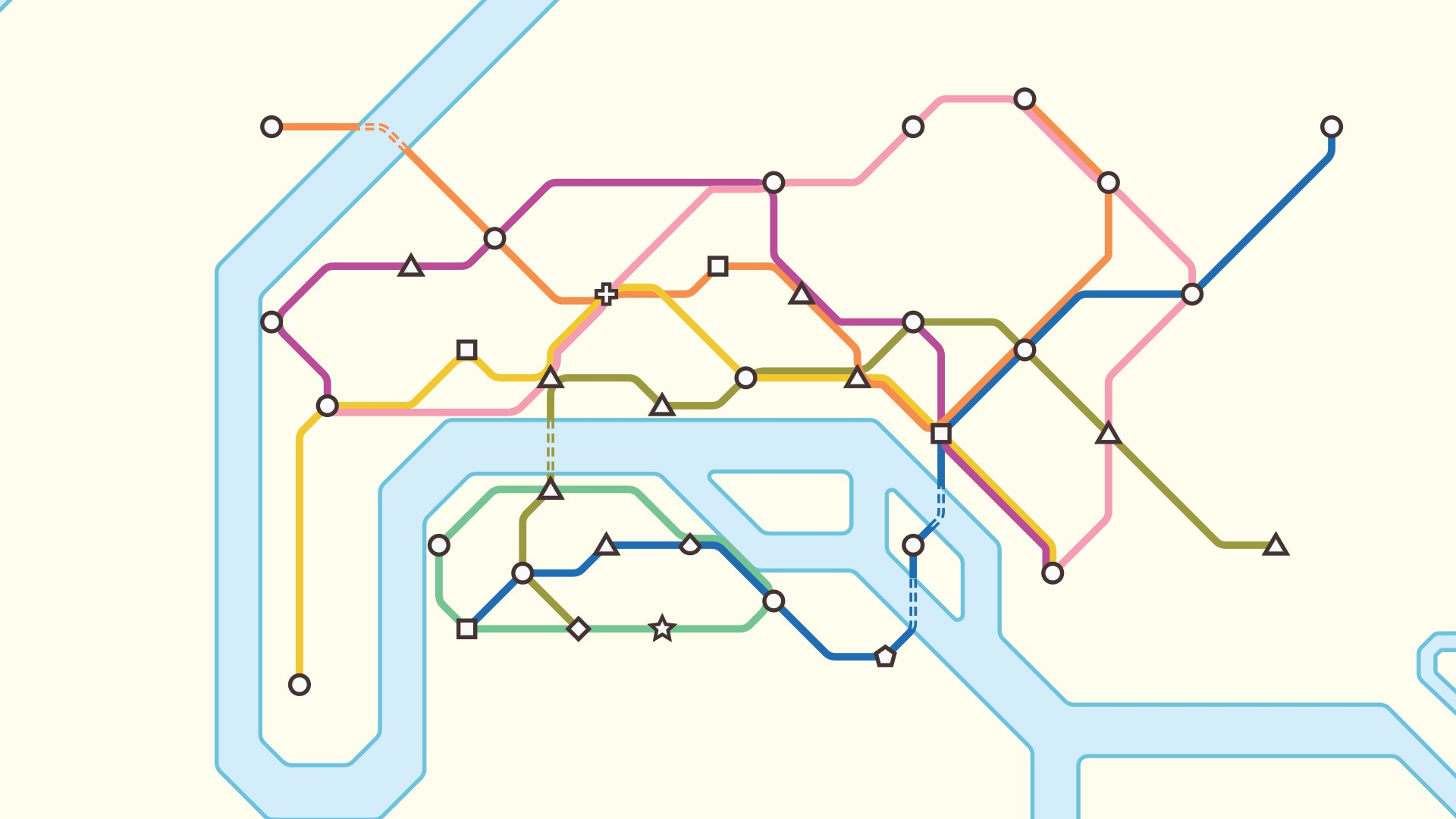
Carte de Paris
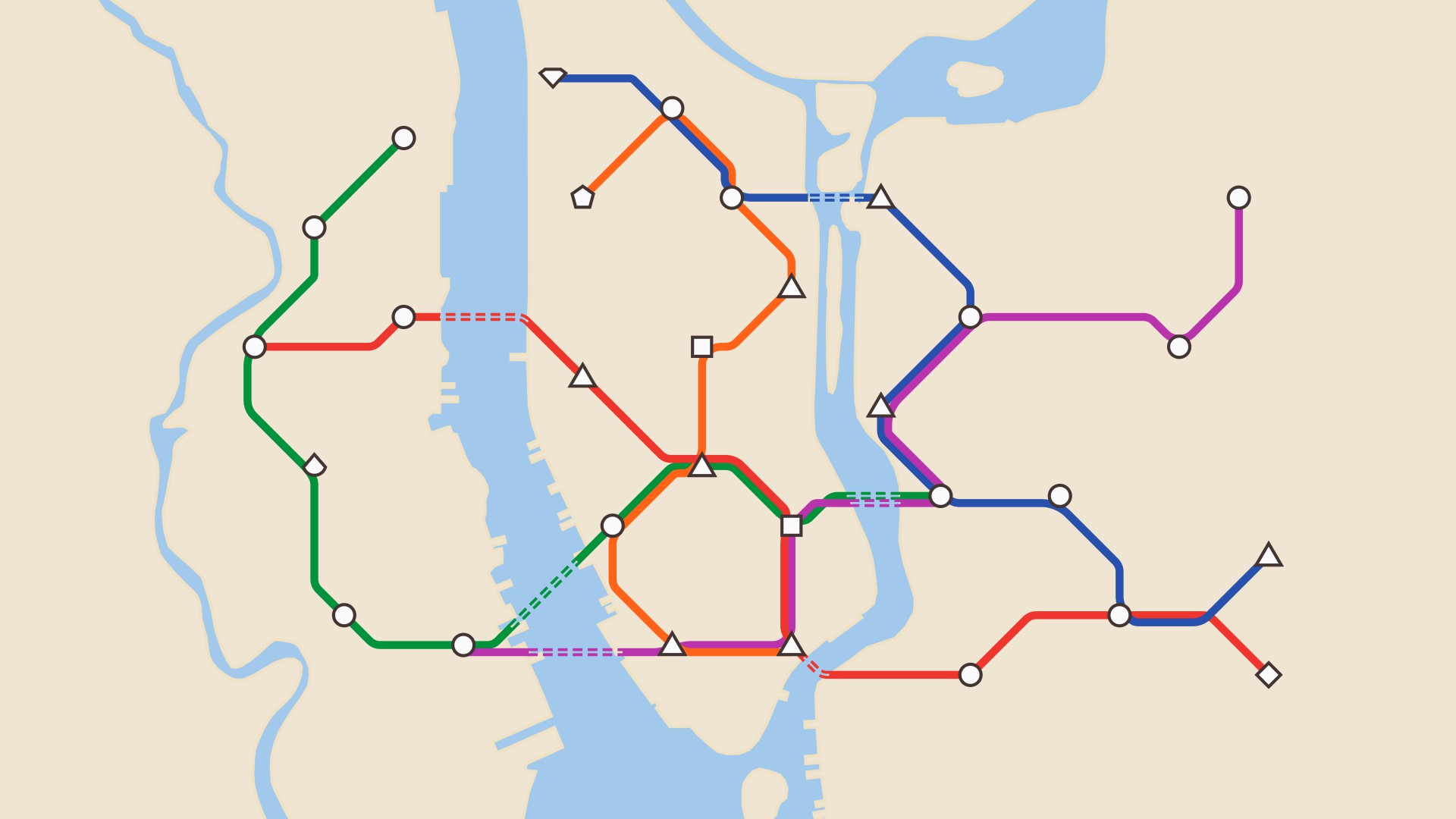
Carte de New York
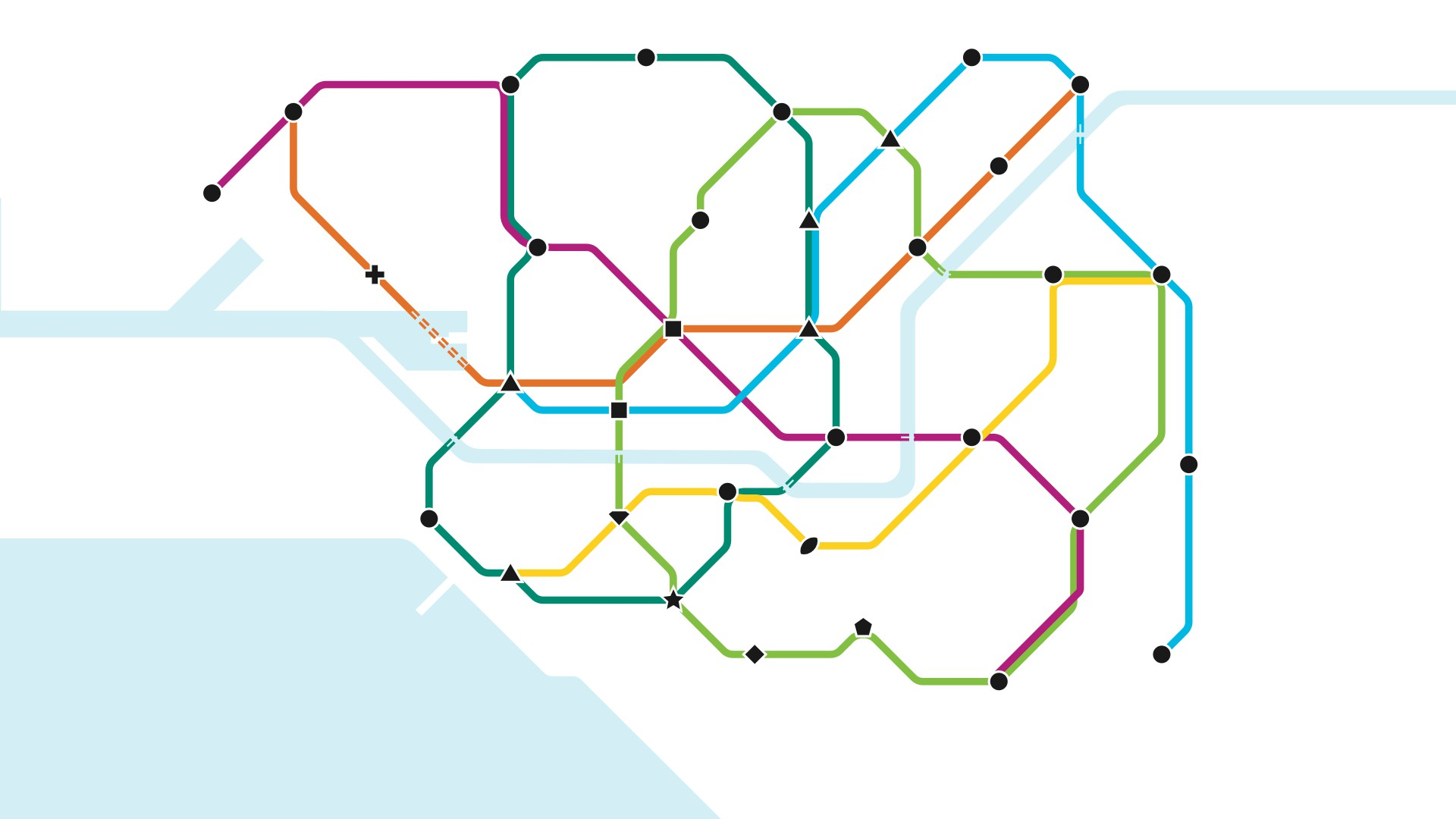
Carte de Melbourne
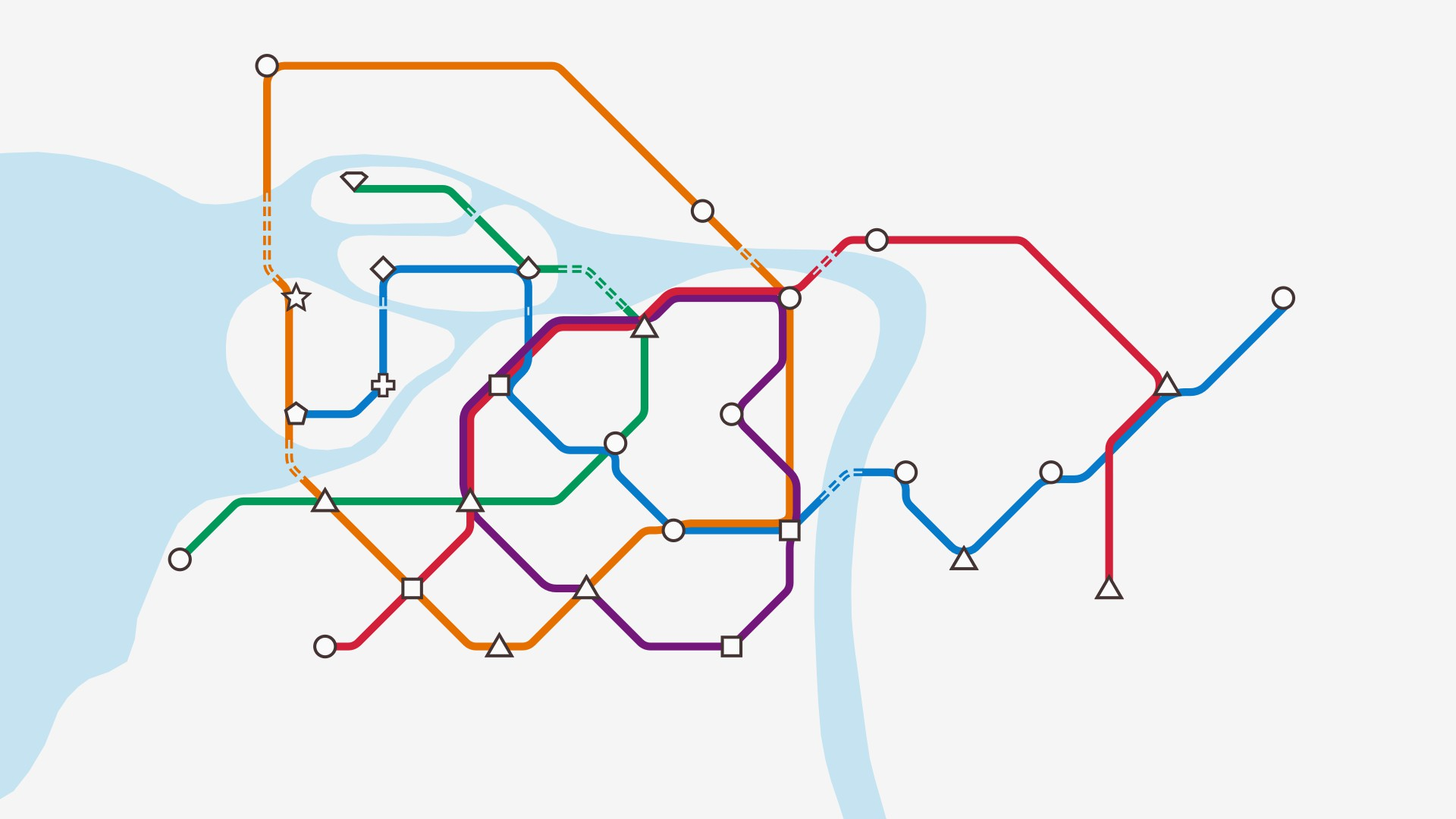
Carte de Saint-Petersbourg
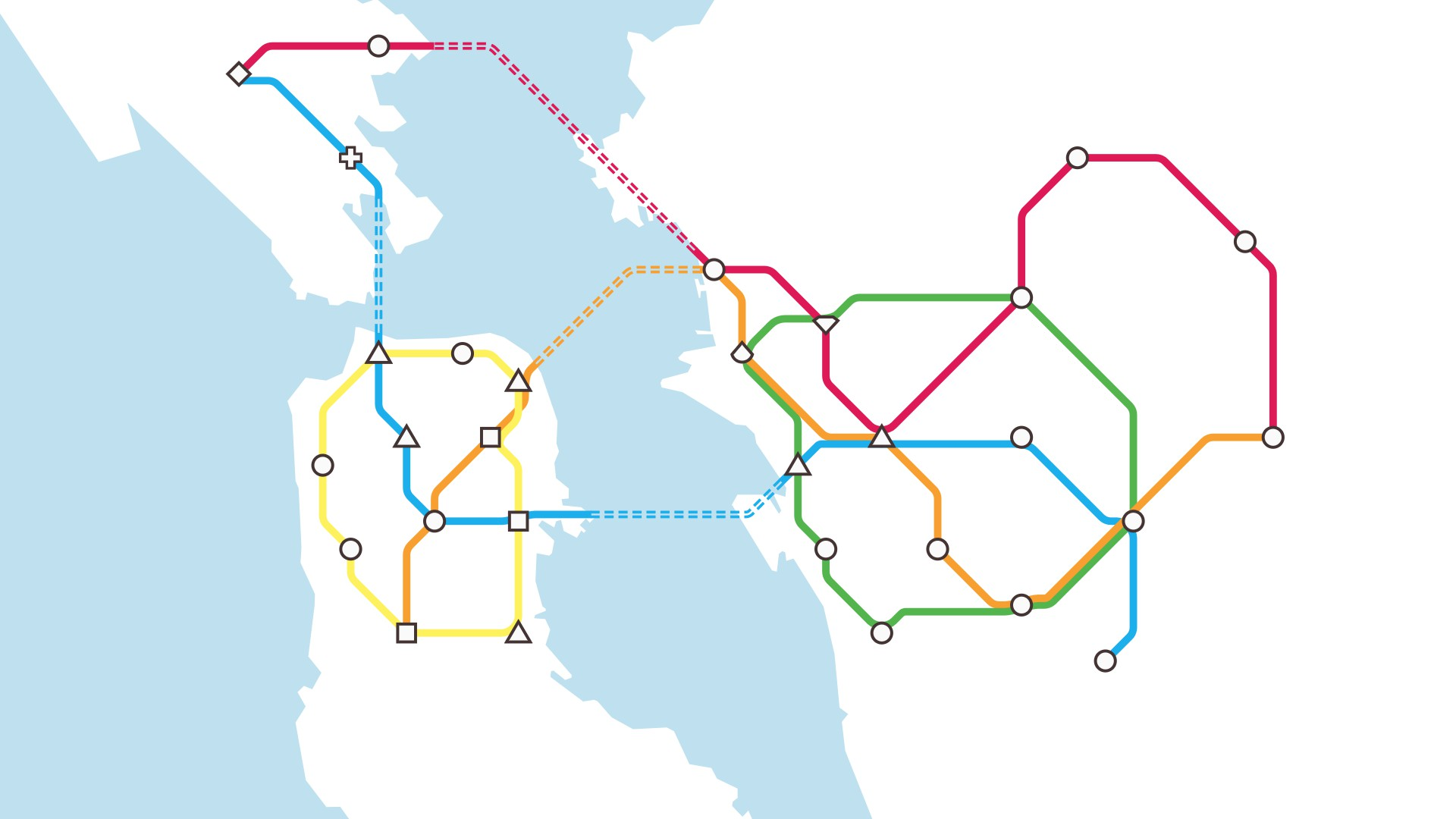
Carte de San Francisco

Les lignes affichées sur les cartes ne sont que des exemples, seul le fond et les rivières sont permanents.